# Gryllotalpa maroccana
Gryllotalpa maroccana är en insektsart som beskrevs av Baccetti 1987. Gryllotalpa maroccana ingår i släktet Gryllotalpa och familjen mullvadssyrsor. Inga underarter finns listade i Catalogue of Life.